# Synagoga v Českém Těšíně
Synagoga v Českém Těšíně se nacházela na ulici Odboje 4 a po rozdělení Těšína do výstavby nové synagogy Schomre-Schabos byla jedinou na české straně.

## Historie
Židé v Těšíně bydleli už od středověku. Hlavní část žila na pravobřežní straně, po rozdělení Těšína zůstaly na polském území synagoga a dva hřbitovy. Na české straně např. v roce 1890 žilo 259 osob židovského vyznání. Rozvojem železniční dopravy Židé, kteří přicházeli především z Haliče, se usazovali podél železnice a Saské Kupy. V roce 1930 zde žilo 1148 osob židovského vyznání.
Židovská náboženská obec byla početná a různorodá. Od sedmdesátých let 19. století zřizovali své modlitebny v různých objektech. Od roku 1900 v domě v Mervillově ulici č. 4 byla židovská modlitebna, ve které se mimo jiné konaly rituální obřady spojené s narozením dětí. Modlitebna patřila nejpočetnější ortodoxní větvi Schomre Schabos (registrovaná až v roce 1911). V roce 1911 se zástupci Schomre Schabos (Salomon Roßbach, David Silbermann, Löbl Blum a Heinrich Lauber) rozhodli pro stavební úpravu. Význam tohoto domu vzrostl ještě po rozdělení Těšína, kdy tato modlitebna byla jediná na území Českého Těšína. Když v roce 1928 byla postavena nová synagoga Schomre-Schabos, koupil starou modlitebnu zástupce Schomre Schabos, obchodník a výrobce klobouků Moses Löbl May.V domě nadále fungovala škola náboženství a hebrejského jazyka. Po ukončení druhé světové války osídlili Český Těšín Židé z oblastí východního Československa a Polska.

## Historie domu Odboje 4
V těšínské čtvrti Saská Kupa (polsky: Saska Kępa) v Mervillově ulici č. 4 se nacházel nejstarší třípodlažní dům v Těšíně. Dům byl postaven před rokem 1863 a po přestavbě v roce 1869 byl třípatrový. V roce 1874 byl majitelem Johan Hauke výrobce varhan. v následujících letech se zde vystřídalo několik vlastníků. V roce 1909 byl vlastníkem lékárník Karel Turek, který nechal provést adaptaci prvního patra pro potřebu spolku Schomre Schabos. Projekční a stavební úpravy provedli stavitelé max Wrana a Johann Frank. V prvním patře byla modlitebna a rituální lázně, o jejich udržování a každodenní modlitby se staral pomocný personál. V roce 1928 nový majitel Moses Löbl May nechal upravit dům do dnešní podoby. Projekt vytvořil Eduard David, který do průčelí domu zakomponoval iniciály M.L.May. Stavební práce provedla stavební firma Antona Wicherka. V roce 1939 budova byla ušetřena ničení. Od roku 1930 v domě byl obchod se zbraněmi nebo galanterie. V roce 1937 byl dům upraven pro obchodní potřebu stavitelem Theodorem Haushildem. Na krátkou dobu po druhé světové válce dům vlastnila Anna May. Dům nadále slouží komerčním účelům.